# 3dfx
3dfx Interactive, Inc. va ser una empresa nord-americana de maquinari informàtic amb seu a San Jose, Califòrnia, fundada el 1994, especialitzada en la fabricació d'unitats de processament de gràfics 3D i, més tard, targetes de vídeo. Va ser pionera en el camp des de finals dels anys noranta fins al 2000.
El producte original de l'empresa va ser Voodoo Graphics, una targeta complementària que implementava l'acceleració de maquinari dels gràfics 3D. El maquinari només va accelerar la representació 3D, basant-se en la targeta de vídeo actual de l'ordinador per al suport 2D. Malgrat aquesta limitació, el producte Voodoo Graphics i el seu seguiment, Voodoo2, van ser populars. Es va convertir en estàndard per als jocs en 3D per oferir suport per a l'API Glide de l'empresa.

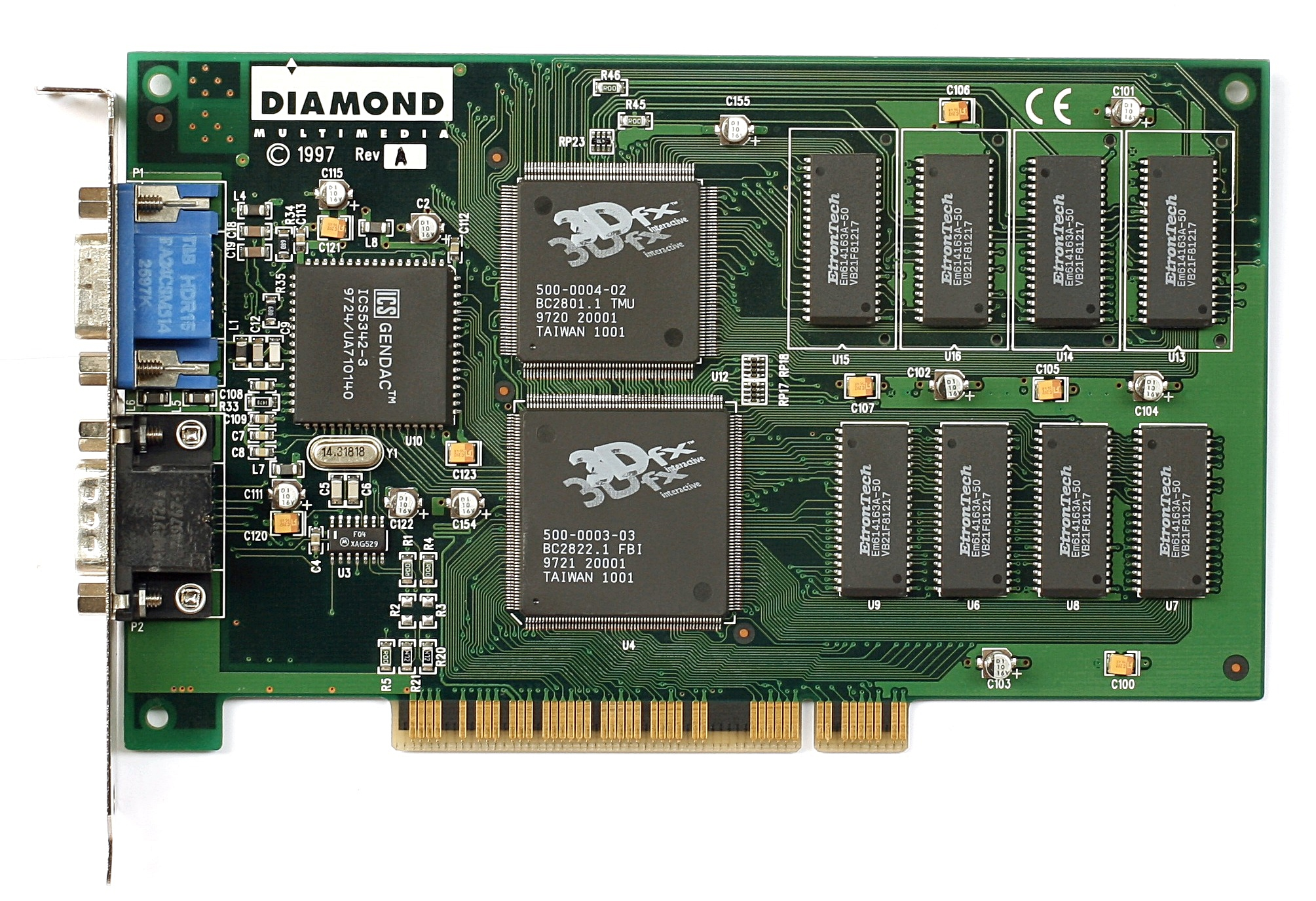
El Diamond Monster 3D va ser la targeta gràfica més popular que utilitzava el chipset Voodoo Graphics.

L'èxit dels productes de la companyia va provocar un renovat interès pels jocs en 3D i, a la segona meitat dels anys noranta, van aparèixer productes que combinaven una sortida 2D amb un rendiment 3D raonable. Això es va accelerar amb la introducció de Direct3D de Microsoft, que proporcionava una única API d'alt rendiment que es podia implementar en aquestes targetes, erosionant seriosament el valor de Glide. Tot i que 3dfx continuava oferint opcions d'alt rendiment, la proposta de valor ja no era convincent.

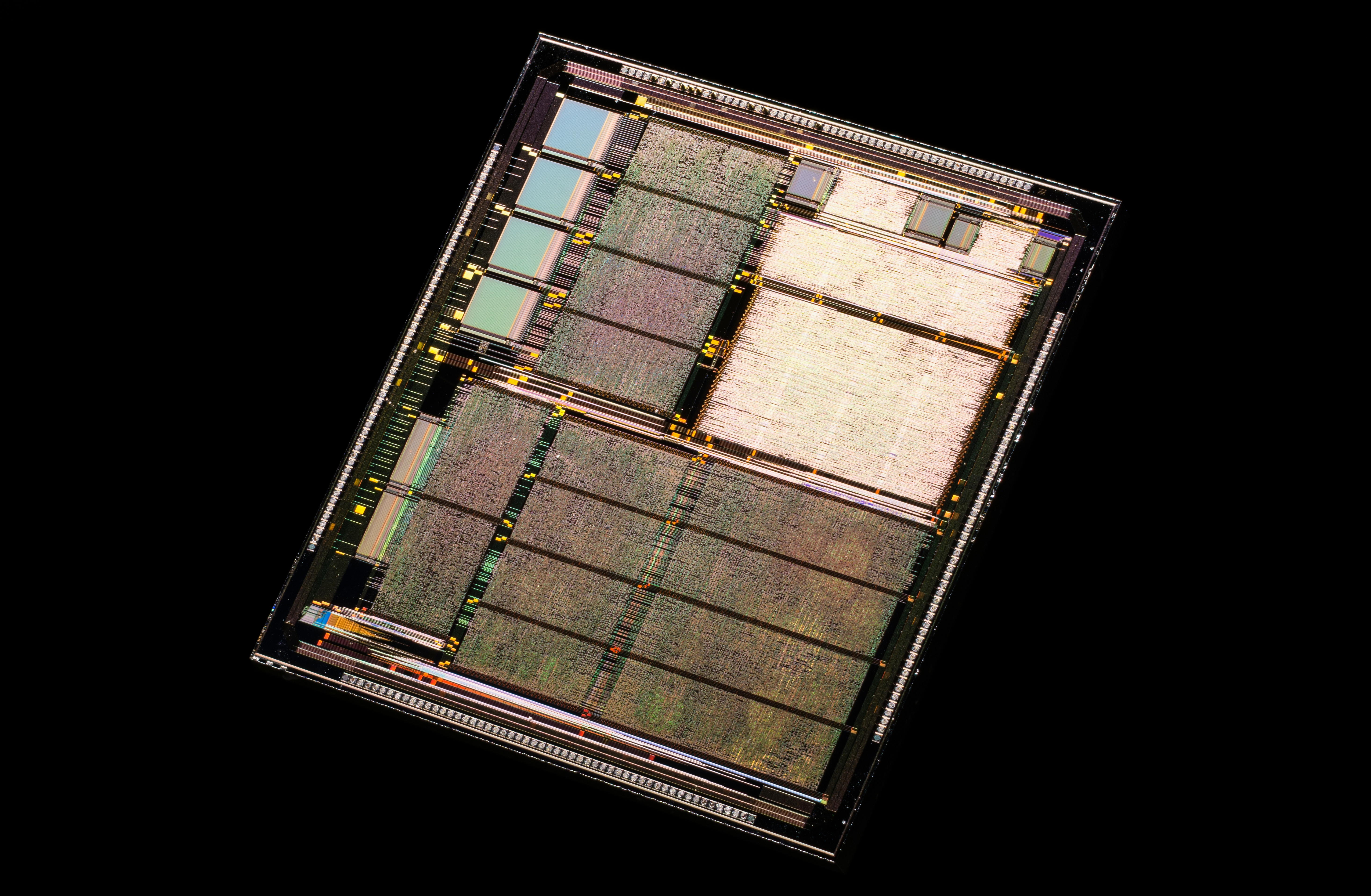
Una presa de matriu del xip de mapatge de textures Voodoo Graphics

3dfx va disminuir ràpidament a finals de la dècada de 1990 i la majoria dels actius de la companyia van ser adquirits per Nvidia Corporation el 15 de desembre de 2000, principalment per drets de propietat intel·lectual. L'adquisició es va comptabilitzar com una compra per part de Nvidia i es va completar el primer trimestre del seu any fiscal de 2002. 3dfx va deixar de donar suport als seus productes el 15 de febrer de 2001 i es va declarar en fallida el 15 d'octubre de 2002.

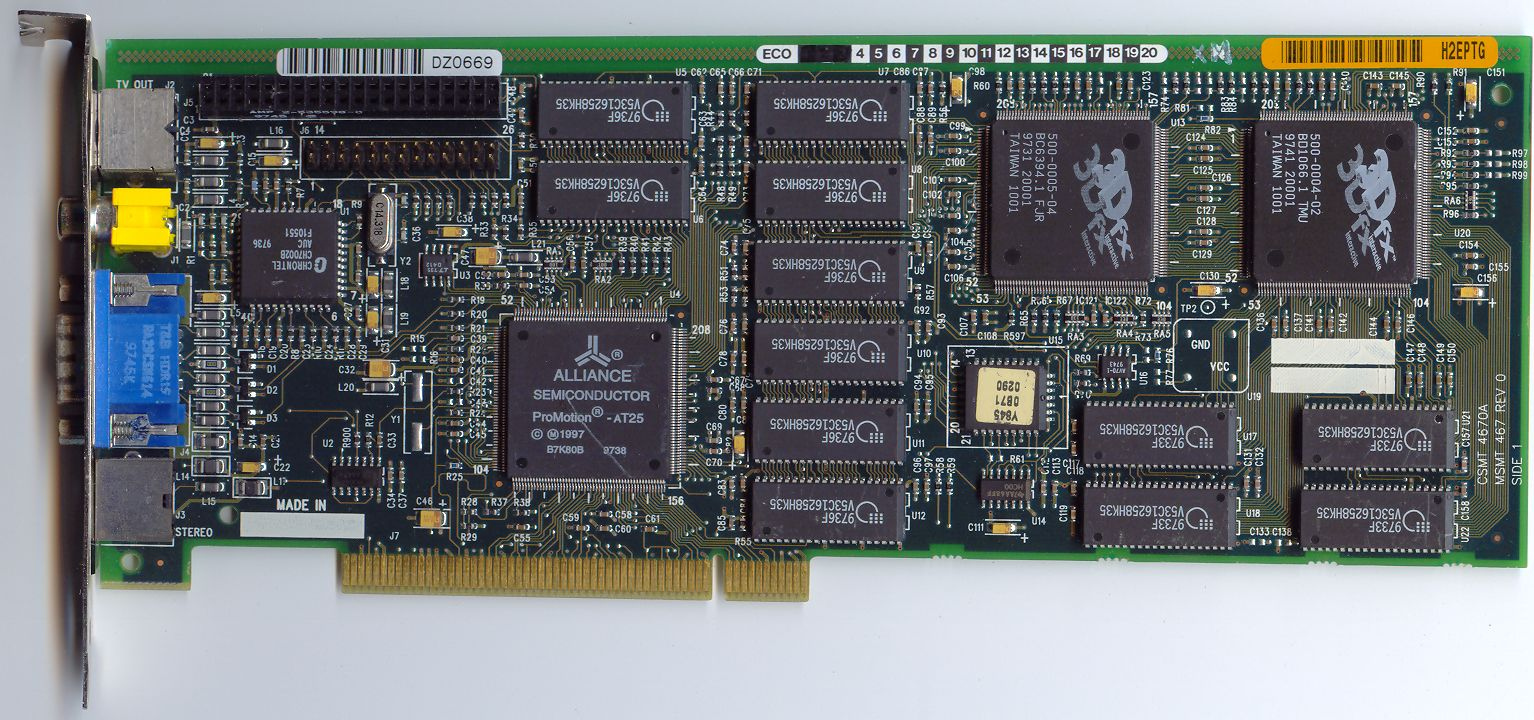
Intergraph Intense3D Voodoo

## Història de l'empresa
L'empresa va ser fundada el 24 d'agost de 1994 com a 3D/fx, Inc. Ross Smith, Gary Tarolli i Scott Sellers, tots antics empleats de Silicon Graphics Inc. Aviat se'ls va unir Gordie Campbell de TechFarm. 3dfx va llançar el seu primer producte, el xip Voodoo Graphics 3D, per a la fabricació el 6 de novembre de 1995. El xip és un accelerador VGA 3D que inclou mètodes de renderització com ara mapeig de textures de mostreig puntual, buffer Z i doble, ombrejat Gouraud, correcció de subpíxels, composició alfa i antialiasing. Al costat del xip va venir l'API Glide de 3dfx, dissenyada per aprofitar al màxim les característiques de Voodoo Graphics. L'empresa va declarar que la creació de Glide va ser perquè va trobar que cap API existent en aquell moment podia utilitzar plenament les capacitats del xip. Es va considerar que el DirectX 3.0 faltava i l'OpenGL només es va considerar adequat per a estacions de treball CAD/CAM. La primera targeta gràfica que va utilitzar el xip va ser Righteous 3D d'Orchid Technology, llançada el 7 d'octubre de 1996. L'empresa fabricava només les xips i algunes plaques de referència, i inicialment no venia cap producte als consumidors; més aviat, va actuar com a proveïdor OEM per a empreses de targetes gràfiques, que van dissenyar, fabricar, comercialitzar i vendre les seves pròpies targetes gràfiques, inclòs el chipset Voodoo.
3dfx va guanyar fama inicial al mercat arcade. La primera màquina arcade en què es va utilitzar el maquinari 3dfx Voodoo Graphics va ser un joc de beisbol de 1996 amb un controlador de ratpenat amb tecnologia de detecció de moviment anomenat ICE Home Run Derby. Més tard aquell any va aparèixer en títols més populars, com ara San Francisco Rush d'Atari i 3D Hockey de Wayne Gretzky. 3dfx també va desenvolupar MiniGL després que John Carmack d'id Software va publicar una versió de Quake de 1997 que utilitzava l'API OpenGL. El MiniGL va traduir les ordres OpenGL a Glide, i va donar a 3dfx l'avantatge com l'única empresa de xips de consum per oferir un controlador de biblioteca de gràfics funcional fins a 1998.

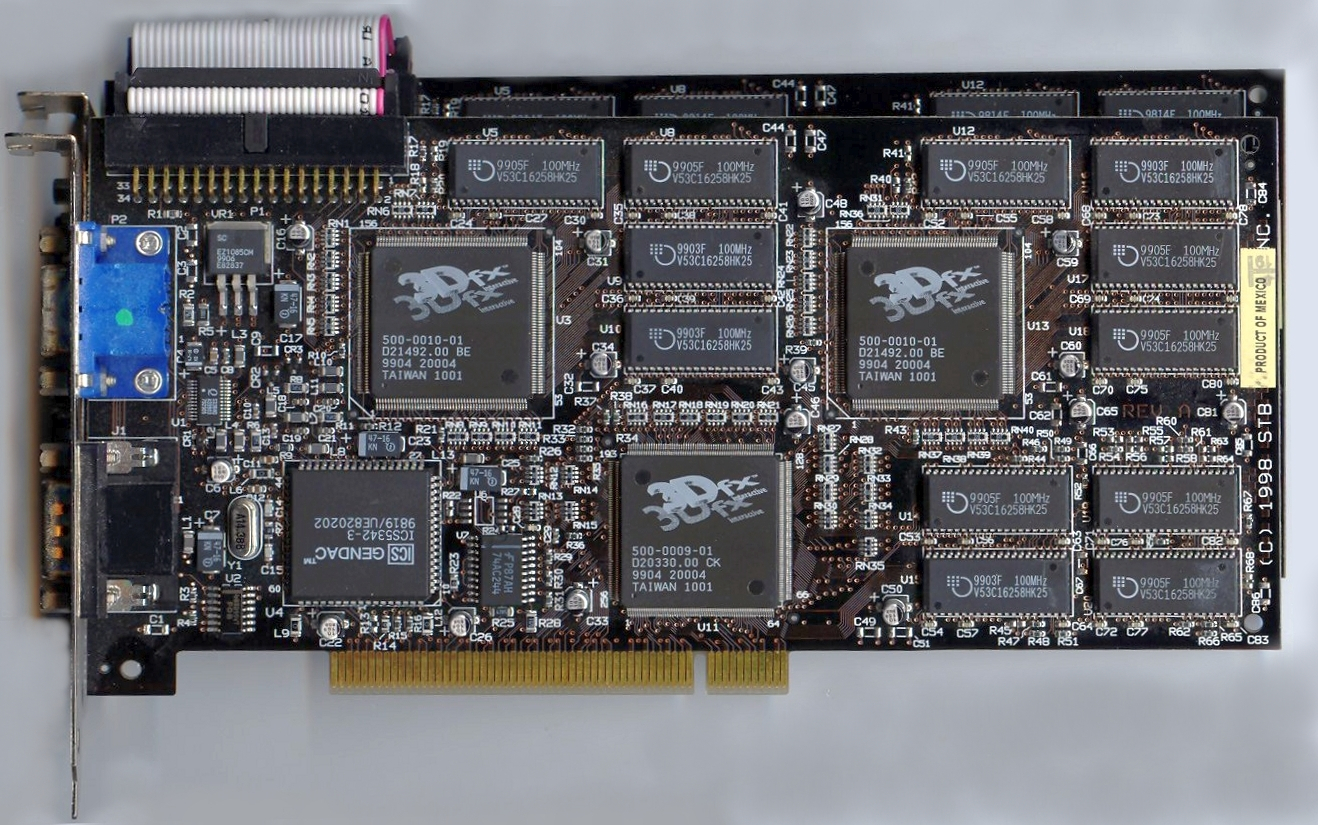
STB Systems Blackmagic 3D en SLI

Tot i que l'any 1997 va ser marcat pels analistes com un punt d'inflexió per a 3dfx a causa del màrqueting liderat pel nou CEO Greg Ballard, hi va haver crítiques a la comprensió de Ballard de la R+D en la indústria gràfica. Les solucions 2D/3D d'una sola targeta estaven prenent el mercat, i tot i que Ballard va veure la necessitat i va intentar dirigir l'empresa allà amb el Voodoo Banshee i el Voodoo3, ambdues van costar a l'empresa milions en vendes i van perdre quota de mercat alhora que van desviar un element vital. recursos del projecte Rampage. Aleshores, 3dfx va publicar a principis de 1999 que el Voodoo2, encara competitiu, només suportaria OpenGL i Glide amb el sistema operatiu Windows 2000 de Microsoft, i no Direct3D. Molts jocs estaven fent la transició a Direct3D en aquest moment, i l'anunci va fer que molts jugadors de PC, el nucli demogràfic del mercat de 3dfx, canviessin a les ofertes de Nvidia o ATI per a les seves noves màquines. Ballard va dimitir poc després, el gener de 2000.

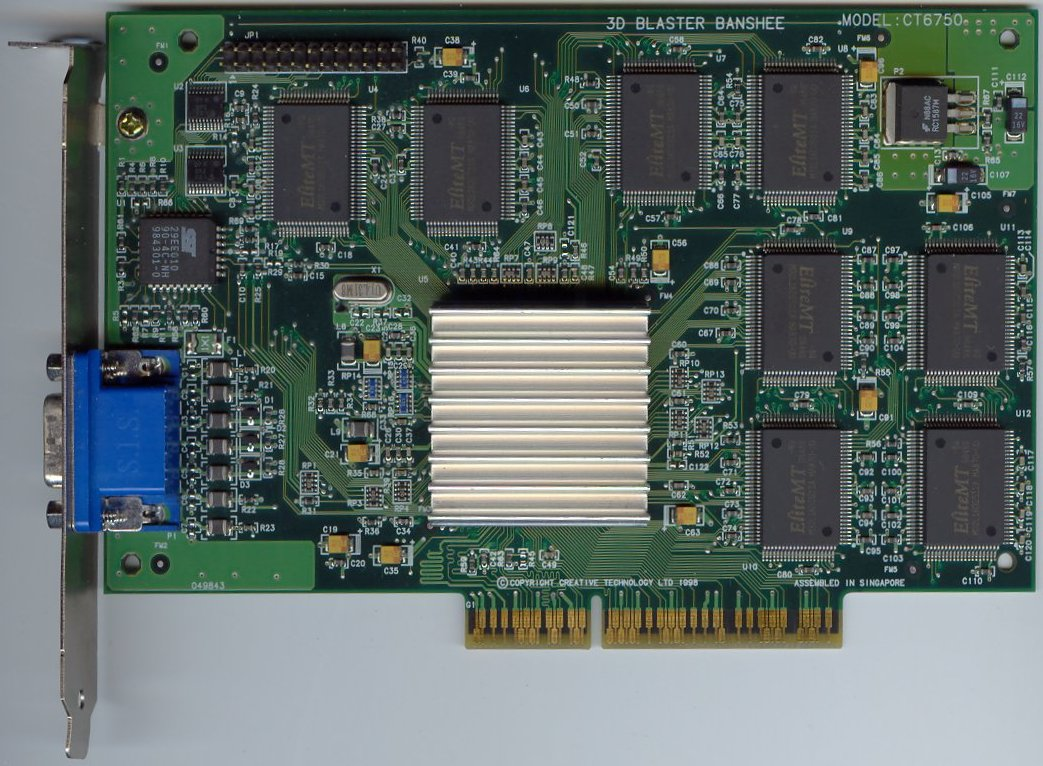
Creative 3D Blaster Banshee AGP